# أمراض اليأس

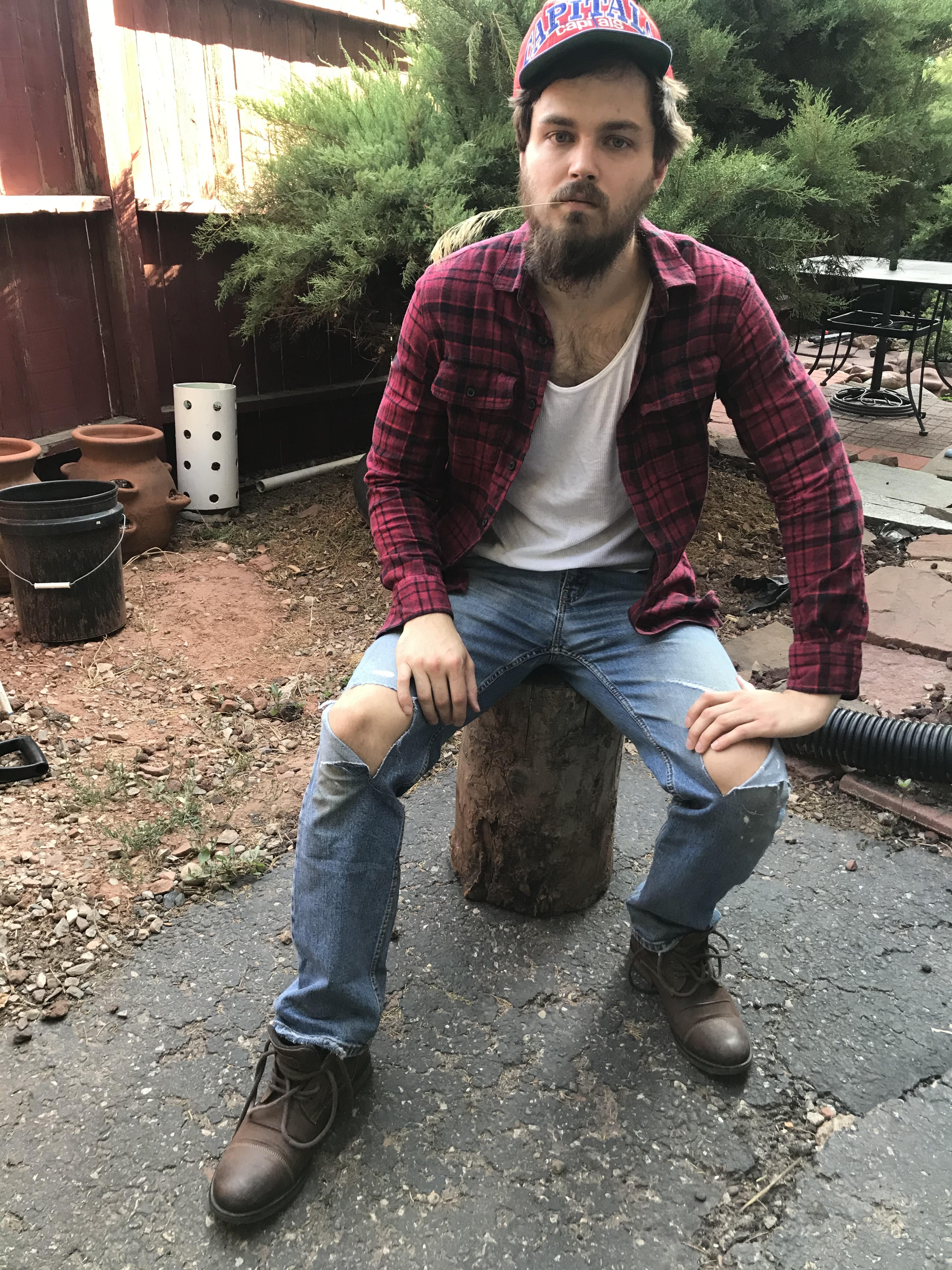

أمراض اليأس هي ثلاث فئات من الحالات الطبية المرتبطة بالسلوك التي تزداد عند مجموعة من البشر الذين يعانون من اليأس، وذلك بسبب اعتقادهم بأن آفاقهم الاجتماعية والاقتصادية على المدى البعيد حالكة. وأنواع الأمراض الثلاثة هي جرعة مخدرات زائدة (بما في ذلك جرع زائدة من الكحول) والانتحار وأمراض الكبد الكحولية.
إن أمراض اليأس والوفيات الناجمة عنها مُنتشرة بشكلٍ كبير في منطقة أبالاتشيا بالولايات المتحدة، كذلك ازدادت نسبة الانتشار بشكل ملحوظ خلال العقود الأولى من القرن الحادي والعشرين. منذ بداية عام 2010 انتشر بين الأمريكيين من الطبقة العاملة وخصوصًا من هم في منتصف العمر وكبار السن، ثم تبع ذلك في عام2011 زيادة نسبة الوفيات عند الأمريكيين من الأصول الاسبانية، وفي عام 2014 ازدادت عند الأمريكيين من الأصول الأفريقية. حيث أنها نالت اهتمام وسائل الإعلام بسبب ارتباطها بالوباء الافيوني. بالنسبة لعام 2018، لقى بعض مِن المواطنين في الولايات المتحدة حتفهم من خلال هذه الأسباب وبلغ عددهم 158 ألف شخصًا مقارنةً بعام 1995 حيث بلغ عدد الوفيات 56 ألف حالة وفاة.

## عوامل الخطورة
يؤثر الإدمان والاكتئاب على الأشخاص بكل عمر وانتماء عرقي وفئة سكانية على الرغٌم من أن نسبة الاصابات والوفيات من أمراض اليأس تلحق بالأثرعلى فئات ضئيلة. وأكثر فئة متضررة في الولايات المتحدة بأمراض اليأس هم النساء والرجال ذو البشرة البيضاء من أصول غير اسبانية ولم يلتحقوا بالتعليم الجامعي. مقارنةً بالأجيال السابقة، هذه الفئة الأقل ترجيحًا بأن يرتبطوا بعلاقة زواج ومباشرة العمل وأيضًا إعالة أٌسرهم، إلا أنهم من المحتمل أن يعانون منة تألٌمات جسدية وصحة رديئة ومشاكل عقلية مثل الاكتئاب.

## الأسباب
العوامل التي قد تؤدي إلى تفاقم أمراض اليأس ليست معروفة تمامًا لكنها بشكل عام معروفة بأنها تتضمن تفاقم التفاوت الاقتصادي والشعور بخيبة أمل فيما يتعلق بالنجاح المالي الشخصي. يرافق ذلك العديد من الأشكال وتظهر في حالات مختلفة. على سبيل المثال، يشعر الناس بالنقص والحرمان عند تسويق بعض المنتجات لهم على انها مهمة لكن اثبتت هذه المنتجات ثمنها الباهظ بالنسبة لهم. يُعد فقدان التوظيف بالمناطق الجغرافية المتأثرة وتفاقم الاجور وظروف العمل إلى جانب تراجع النقابات العاملية عاملاً مفترضاً على نطاق واسع.
وتؤثر التغيرات في سوق العمل على الروابط الاجتماعية التي قد تقدم الحماية بِطُرق مُختلفة. حيث يكون الناس المُعرضون لخطر هذه المشكلة أقل ترجيحًا لتكوين علاقة زوجية ومن المرجح تأثرهم بالطلاق والإصابة بالعزلة الاجتماعية. يزعمان آن كيس وأنجوس ديتون السبب الأساسي وهو الشعور بأن الحياة لا معنى لها وغير مقنعة ولا محققة للرغبات، بدلاً من الأمن الاقتصادي الأساسي الذي يجعل هذه المشاعر العميقة أكثر احتمالية للحدوث.
تختلف أمراض اليأس عن أمراض الفقر حيث يعتقد مجموعة من الفُقراء أن حياتهم وحياة أطفالهم ستتحسن ولن تؤثر عليهم أمراض اليأس. في حين أن هذا يؤثر على الاشخاص الذين لديهم سبب ضئيل للاعتقاد بأن المستقبل سيكون أفضل. وبالتالي تتعثر هذه المشكلة بشكل غير متساوٍ فمثلًا تؤثر على الطبقة العاملة بالولايات المتحدة أكثر من من الطبقة العاملة بأوروبا حتى وإن كان الاقتصاد الأوربي أدنى.
تُؤثر أيضًا على الأشخاص البيض أكثر من الفئة المضطهدة عُنصريًا لأن الأشخاص البيض من الطبقة العاملة أكثر احتمالا للاعتقاد بأنهم لم يعملوا مثل عمل آبائهم، بينما الاشخاص غير البيض عند الحالات الاقتصادية المشابهة من المرجح شعورهم بأنهم يعملون أفضل من ماعمل آبائهم.

## الآثار
منذ بداية عام 1998، نَجَمَ عن ارتفاع عدد الوفيات من اليأس إلى زيادة غير متوقعة في وفاة الأمريكيين البيض ومن هم في منتصف العمر (معدل الوفيات حسب العمر). بحلول عام 2014 تولد عن زيادة اعداد الوفيات من اليأس إلى إنخفاض متوسط العمر المتوقع.يقترحان آن كيس وانجوس ديتون سبب زيادة معدل الوفيات في منتصف العمر هي نتيجة تكدُس المساوئ التي حدثت على مّر العقود ويتطلب حّلُها الصبر والعزيمة لعدة سنوات، عوضًا عن الحل السريع الذي يُعطي نتائج فورية. قُدر أعداد الوفيات من اليأس في الولايات المتحدة إلى 150 ألف وفاة سنويًا خلال عام 2017.

## المصطلح
اٌنتقدت مُصطلحات أمراض اليأس لِكونها غير عادلة للناس الذين يتأثرون من القوى الاقتصادية والاجتماعية سلبيًا، لإنقاص الدور المحدد الذي تنتجه العقاقير مثل اوكسي كونتين يعمل على زيادة عدد الوفيات.